# Ataques cibernéticos na Ucrânia em 2017
Ataques cibernéticos na Ucrânia em 2017 ocorreram em série, mais precisamente no dia 27 de junho. Foi utilizado nos ataques o programa malicioso (malware) Petya. Assim invadiu-se páginas de organizações ucranianas principalmente, incluindo bancos, ministérios, jornais e empresas de eletricidade. Além disso, ataques semelhantes foram relatados na França, Alemanha, Itália, Polônia, Rússia, Reino Unido e Estados Unidos. No dia 28 de junho, a empresa de segurança ESET estimou que 80% de todas as infecções foram na Ucrânia, sendo a Alemanha o segundo mais atingido, com cerca de 9%. Ainda no mesmo dia, o governo ucraniano afirmou que o ataque havia sido interrompido.